# Патрас Бокхарі
Патрас Бокхарі (урду سید احمد شاہ), справжнє ім'я Саєд Ахмед Шах (урду سید احمد شاہ, нар.1898-1958) — пакистанський гуморист, педагог, публіцист, телеведучий і дипломат. Найбільше він відомий своїми гумористичними творами мовою урду.

## Біографія
Народився у місті Пешавар у 1898 році у сім'ї кашмірських емігрантів із міста Барамула. Початкову освіту отримав в Ісламському коледжі Пешавара. У 1916 році почав навчатися в Урядовому коледжів Лахорі. Після закінчення курсів з англійської мови, почав викладати у цьому ж закладі. У 1925 році кинув Урядовий коледж, щоб навчатися в Коледжі Емануель Кембриджського університету, де здав трайпос з англійської мови.
У 1927 році він повернувся в Урядовий Коледж Лахора, а як професор працював там до 1939 року. До утворення Пакистану в 1947 році, він працював на посаді Генерального директора Загальноіндійського радіо. Будучи професором англійської літератури, він також служив принципалом Урядового коледжу Лахора з 1947 по 1950 роки. Серед його учнів були урдумовні поети Фаїз Ахмад Фаїз та Нун Мім Рашид. Після утворення Пакистану, він служив першим постійним представником Пакистану в Організації Об'єднаних Націй (1951—1954). У 1954—1958 роках він залишився на посаді заступника секретаря ООН, керівником інформації. Він помер під час несення дипломатичної служби і похований у Нью-Йорку, США.

## Цікаві факти
- Його есе Patras Kay Mazameen (Нариси Патраса), що опубліковане в 1927 році розглядається як класика серед гумористичних творів в літературі урду.
- Він супроводжував прем'єр-міністра Ліаката Алі Хана під час свого першого візиту в США для запису виступів прем'єр-міністра.
- У 1945 році Патри Бокхарі став Компаньйоном Ордену Індійської імперії (CIE).
- В Урядовому коледж-університеті на його честь названо аудиторію (Bokhari Auditorium).
- Уряд Тунісу назвав автостраду на його честь за його внесок в свободу Тунісу від французького колоніального панування в 1956 році.
- Існує також дорога, названа на його честь в Ісламабаді, федеральній столиці Пакистану.
- 6 грудня 1958 року, на наступний день після його смерті, у газеті Нью-Йорк Таймс (New York Times) вийшла стаття, в якій він був названий громадянином світу.
- У жовтні 1998 року, щоб відзначити сторіччя від дня народження Бокхарі, уряд Пакистану випустив поштову марку з його фотографією в серії «Піонери Пакистану».
- 14 серпня 2003 Президент Пакистану генерал Первез Мушарраф оголосив про присвоєння Патри Букхарі посмертно премії Хілал-е-Імтіаз, другої найвищої цивільної нагороди країни.